# Groenmarkt 10
Groenmarkt 10-10a is een rijksmonument aan de Groenmarkt in Amersfoort. De zijmuur in de Papenhofstede heeft gemetselde blinde boognissen. Het gebouw dateert uit de 16e eeuw. Waarschijnlijk is het een fragment van vroegere refter van de Sint-Joriskerk.
In het pand is in 2015 een café gevestigd. In het verleden droeg dit pand de naam Engel.